# デンカ
デンカ株式会社（英文名: Denka Company Limited）は、日本の総合化学品会社。化学肥料・セメントの商標は軍配印。旧社名は「電気化学工業株式会社」（でんきかがくこうぎょう）。三井グループと第一勧銀グループに所属している。日経平均株価の構成銘柄の一つ。

## 沿革

三居沢発電所に建つ創業者・藤山常一の胸像

- 1915年（大正4年） - 電気化学工業株式会社を設立。
- 1916年（大正5年） - 大牟田工場（福岡県大牟田市）を開設[5]。
- 1921年（大正10年） - 青海工場（新潟県糸魚川市）を開設。
- 1938年（昭和13年） - 目黒研究所を開設。
- 1949年（昭和24年） - 東京・大阪・名古屋の各証券取引所に株式上場（翌年福岡証券取引所に上場）。
- 1955年（昭和30年） - 東洋化学に資本参加。
- 1958年（昭和33年） - 群馬化学（現: 渋川工場）を設立。
- 1962年（昭和37年） - 中央研究所開所（東京都町田市） 並びにデンカ石油化学工業（現:千葉工場）を設立。
- 1976年（昭和51年） - アクゾ・ザウト・ケミー社（オランダ）と合弁でモノクロル酢酸の製造販売会社デナックを設立。
- 1979年（昭和54年） - 東京芝浦電気（現：東芝）から東芝製薬（現：デンカ生研）の株式を譲受。
- 1980年（昭和55年） - デンカシンガポールを設立。
- 1987年（昭和62年） - モノシランガス製造販売の合弁会社デナールシランを設立。
- 1989年（平成元年） - シンガポールにデンカアドバンテックを設立。
- 1992年（平成4年） - 住友化学工業との合弁で千葉スチレンモノマーを設立（2014年3月清算）。
- 1996年（平成8年） - 塩化ビニル樹脂事業を、東ソー・三井化学との合弁会社大洋塩ビに移管。
- 1998年（平成10年） - ポリスチレン事業を新日鐵化学（現：日鉄ケミカル&マテリアル）、ダイセル化学工業（現：ダイセル）と統合し東洋スチレンを設立。
- 1999年（平成11年） - デンカ生研が株式店頭公開。
- 2002年（平成14年） - 株式交換により東洋化学を完全子会社化。
- 2003年（平成15年） - 東洋化学を吸収合併し、デンカアヅミンを設立。
- 2004年（平成16年） - 中国に電気化学工業（上海）貿易有限公司を設立。
- 2006年（平成18年） - 中国に電化精細材料（蘇州）有限公司を設立。
- 2008年（平成20年） - 香港に電気化学工業（香港）有限公司を設立。
- 2009年（平成21年） - デンカケミカルズホールディングスアジアパシフィックを設立。
- 2010年（平成22年） - 韓国に電気化学工業韓国株式会社を設立。
- 2011年（平成23年） - 中国に電化新材料研発（蘇州）有限公司を設立。
- 2012年（平成24年） - ポリマー・加工技術研究所を開設。
- 2013年（平成25年）9月 - 新潟市にある陸上競技場「新潟スタジアム（ビッグスワン）」の命名権取得契約を結ぶ。これにより2014年（平成26年）1月1日より3年間（再契約により2025年まで延長[6]）「デンカ ビッグスワンスタジアム」に名称変更となる。但し、FIFA（国際サッカー連盟）主催・主管サッカー国際試合を除く。
- 2015年（平成27年）10月1日 - 創立100周年を機に、「デンカ株式会社」に社名変更。
- 2020年（令和2年） - デンカ生研を吸収合併。
- 2021年（令和3年）- 住設事業と、金属雨どいの製造・販売会社である100%連結子会社の中川テクノ株式会社を統合し、新会社「デンカアステック株式会社」を設立予定。
- 2022年（令和4年）- セメント事業を明星セメントに譲渡することを発表[7]。

## 事業
- エラストマー・機能樹脂 - 樹脂原料・合成樹脂・アセチル系化成品・合成ゴム等
- インフラ・無機材料 - 肥料無機化学品・セメント・特殊混和材
- 電子・先端プロダクツ - 電子部材・電子包材・機能性セラミックス
- 生活・環境プロダクツ - 食品包材・建築資材・産業資材・医薬関連
- 水力発電 - 新潟県内の自家発電および関連会社である黒部川電力の持分を含めると、2022年現在の最大出力は合計約14万kW。民間製造業では国内第2位の規模[8]。

## 事業所
- 本社：東京
- 支店：大阪/名古屋/福岡/新潟/北陸/札幌/東北
- 営業所：長野/群馬/広島/四国/秋田
- デンカイノベーションセンター（東京都町田市）
- ポリマー・加工技術研究所（千葉県市原市）
- 青海工場（新潟県糸魚川市）
- 大牟田工場（福岡県大牟田市）
- 千葉工場（千葉県市原市）
- 美唄分工場（北海道美唄市）
- 渋川工場（群馬県渋川市）
- 大船工場（神奈川県鎌倉市）
- 伊勢崎工場（群馬県伊勢崎市）
- 伊勢崎工場（太田）（群馬県太田市）

## 海外拠点
- Denka Corporation (U.S.A.)
- Denka Chemicals GmbH (Germany)
- Denka Middle East and Africa FZE (U.A.E)
- Denka Singapore Private Limited (Singapore)
- Denka Advantech Private Limited (Singapore)
- Denka Chemicals Holdings Asia Pacific  Pte. Ltd. (Singapore)
- Denka Infrastructure Technologies Pte.Ltd. (Singapore)
- Denka Infrastructure Malaysia Sdn Bhd.
- Denka Advanced Materials Vietnam Co., Ltd.
- 電気化学工業（上海）貿易有限公司
- 電化精細材料（蘇州）有限公司
- 電化新材料研発（蘇州）有限公司
- 電化創新（上海）商貿有限公司
- 電化電子材料（大連）有限公司
- 電化無機材料（天津）有限公司
- 電気化学工業（香港）有限公司
- 台湾電科股份有限公司
- 電気化学工業韓国株式会社

## 関連会社
2015年3月末時点の子会社及び関連会社数は112社である。
かつてはデンカグループとして、成瀬証券・電化不動産・東洋化学・デンカポリマー・デンカエンジニアリングを傘下に持っていた。

### エラストマー・機能樹脂部門
- 東洋スチレン
- デンカエラストリューション
- デナック
- 湘南積水工業
- スズカケミー

### インフラ・無機素材部門
- 日之出化学工業
- デンカアヅミン
- 西日本高圧瓦斯
- 東日本高圧
- 関東アセチレン工業
- デンカリノテック
- 金沢デンカ生コン
- 蒲原生コン
- 三信物産
- デンカ生コン高山

### 電子・先端プロダクツ部門
- デンカアドテックス
- デナールシラン
- デンカ高純度ガス

### 生活・環境プロダクツ部門
- デンカポリマー
- 中川テクノ
- デンカコスメティクス
- 十全化学

### その他事業
- デンカエンジニアリング
- 黒部川電力
- YKアクロス
- うなぎの養殖 - 青海工場で1973年から2019年まで行っていた[10]。

## 不祥事・事故
- 2020年3月31日、デンカ伊勢崎工場の研究員 (当時20代男性）の自殺について、群馬労働局が前橋労働基準監督署による労災保険の不支給処分を取り消し、労災認定した[11]。
- 2023年6月14日、デンカ田海工場でプラント内の配管切断作業中に爆発事故が発生し、作業員の男性が死亡した[12]。

## 番組提供
- Denka MORNING VISION (J-WAVE) - 『J-WAVE TOKYO MORNING RADIO』内
- Denka BUSINESS OUTLOOK (J-WAVE) - 『〜JK RADIO〜 TOKYO UNITED』内
- DENKA J-WAVE TRIAL (J-WAVE)
1988年11月6日開始[13]から途中で提供降板。番組自体は2003年3月まで放送。
- ザ・スポーツ（筆頭協賛：テレビ東京）